# Tardajos
Tardajos község Spanyolországban, Burgos tartományban. Tardajos Villalbilla de Burgos, San Mamés de Burgos, Buniel, Rabé de las Calzadas, Las Quintanillas, Burgos, Alfoz de Quintanadueñas és Revilla del Campo községekkel határos. Lakosainak száma 864 fő (2024).

## Népesség
A település népessége az utóbbi években az alábbiak szerint változott:
| Lakosok száma | 638  | 622  | 761  | 843  | 856  | 802  | 794  | 771  | 800  | 864  |
|               | 2001 | 2004 | 2006 | 2009 | 2011 | 2014 | 2016 | 2019 | 2021 | 2024 |